# Aleksandar Jovančević
Aleksandar Jovančević –en serbio, Александар Јованчевић– (Petrinja, 5 de junio de 1970) es un deportista serbio que compitió para Yugoslavia en lucha grecorromana. Ganó una medalla de bronce en el Campeonato Europeo de Lucha de 1997, en la categoría de 85 kg.

## Palmarés internacional
| Campeonato Europeo | Campeonato Europeo  | Campeonato Europeo | Campeonato Europeo |
| Año                | Lugar               | Medalla            | Categoría          |
| ------------------ | ------------------- | ------------------ | ------------------ |
| 1997               | Kouvola (Finlandia) | Medalla de bronce  | 85 kg              |